# Spinoliella maculata
Spinoliella maculata är en biart som först beskrevs av Maximilian Spinola 1851.  Spinoliella maculata ingår i släktet Spinoliella och familjen grävbin. Inga underarter finns listade i Catalogue of Life.